# 偽鉤鐮翅綠尺蛾
偽鉤鐮翅綠尺蛾（学名：Tanaorhinus viridiluteatus）又稱影鐮翅綠尺蛾、雙點鐮翅青尺蛾或雙點鐮翅綠尺蛾，是尺蛾科鐮翅綠尺蛾屬下的體型較大的一種，分布於中國、台灣、印尼、印度與緬甸。其生存的海拔範圍約為 1,000 公尺左右；多棲息於原生林中。

## 辨識特徵
翼展約 4.8 至 7 公分。翅面綠色。前翅外線淺黃色頗模糊。前翅中、外線呈波狀，近後緣兩橫帶變窄，兩帶間區域銀白色，內有兩個黑點，有些個體斑點相連。頂角鉤狀末端較尖。後翅有一條明顯的橫帶，展翅時與前翅橫帶相連。

## 扩展阅读
維基物種上的相關：偽鉤鐮翅綠尺蛾